# Montgomery (Texas)
Montgomery é uma cidade localizada no estado norte-americano de Texas, no Condado de Montgomery.

## Demografia
Segundo o censo norte-americano de 2000, a sua população era de 489 habitantes.
Em 2006, foi estimada uma população de 580, um aumento de 91 (18.6%).

## Geografia
De acordo com o United States Census Bureau tem uma área de
11,8 km², dos quais 11,7 km² cobertos por terra e 0,1 km² cobertos por água. Montgomery localiza-se a aproximadamente 98 m acima do nível do mar.

## Localidades na vizinhança
O diagrama seguinte representa as localidades num raio de 24 km ao redor de Montgomery.